# Wayne County, Georgia
Wayne County är ett administrativt område i delstaten Georgia, USA, med 30 099 invånare. Den administrativa huvudorten (county seat) är Jesup.

## Geografi
Enligt United States Census Bureau har countyt en total area på 1 680 km². 1669 km² av den arean är land och 11 km² är vatten.

### Angränsande countyn
- Tattnall County - nord
- Long County - nordost
- McIntosh County - öst
- Glynn County - sydost
- Brantley County - syd
- Pierce County - sydväst
- Appling County - nordväst